# ふるさと絶賛バラエティ いーよ!
『ふるさと絶賛バラエティ いーよ!』（ふるさとぜっさんバラエティ いーよ）は、2012年7月7日からテレビ愛媛（EBC）で生放送 されている情報バラエティ番組である。放送時間は毎週土曜 12:00 - 13:00。

## 概要
番組のコンセプトはふるさとにエールを！「いーよ！」探しの旅へ。愛媛県内の津々浦々を巡り、地域の魅力を再発見する番組である。

### ふるさと絶賛普及協会
この番組を始めるに当たり、番組内である団体を結成した。それがこのふるさと絶賛普及協会である。番組公式サイトに「文字通り、ふるさとを「ホメまくる」協会は、番組の出演者を 中心に広く“参加”を呼びかけていきます。そう、番組を見て、県内各地の魅力を絶賛していただく皆さんが 「ふるさと絶賛普及協会」の“会員”なのです。」とあるように、ふるさとをとにかく褒めていき、視聴者と一体になって愛媛を盛り上げていく団体である。また、番組レギュラー以外に著名人ゲストが毎月特別協会員として出演し、レギュラー陣とともに県内を巡っている。

## 出演者

### 現在の出演者
- 中山明音（元テレビ愛媛アナウンサー、2013年4月 - ）
- 福吉貴文（テレビ愛媛アナウンサー、2017年11月 - ）
- ひめキュンフルーツ缶 第1期メンバー 各回1名出演
  - 岡本真依
  - 奥村真友里
  - 谷尾桜子

### 過去の出演者
- 久保田夏菜（当時テレビ愛媛アナウンサー、 - 2013年3月）
- 桝形浩人（劇団P.S.みそ汁定食主宰、- 2014年3月）
- 八木菜緒（当時テレビ愛媛アナウンサー）- 後に文化放送を経て現在はBS11に出演中。

### これまで特別協会員として出演した著名人
特別協会員が出演する場合には、スケジュールの都合からか松山市近郊でのロケとなる場合が多い。出演しない場合には、それ以外の地区を主に出演者やローカルタレントなどが訪れている。
- 藤田朋子（愛南町・2012年7月）
- つぶやきシロー（鬼北町・2012年8月）
- 久保田磨希（八幡浜市・2012年9月）
- ホリ（大洲市・2012年10月）
- イジリー岡田（伊予市＆松前町・2012年11月、宇和島市＆西予市・2013年4月）
- 大林素子（松山市・2012年12月）
- 酒井敏也（今治市・2013年1月）
- 島田秀平（新居浜市・2013年2月）
- 小原正子（松山市・2013年3月）
- 大東めぐみ（松山市＆東温市・2013年9月）
- 野々村真（しまなみ海道・2013年10月）
- 室井佑月（松山市＆久万高原町・2013年11月）
- 熊谷真実（松山市＆西条市丹原町・2013年12月）
- 松本伊代（松山市・2014年1月）